# Konstytucja Jugosławii (1953)
Konstytucja Jugosławii z 1953 roku – ustawa regulująca ustrój prawny Federacyjnej Ludowej Republiki Jugosławii w latach 1953–1963.
Konstytucja została uchwalona 31 stycznia 1953 jako ustawa o podstawach społecznego i politycznego ustroju FLRJ. Stanowiła ona konsekwencję trwającego od lat 40. XX wieku procesu umacniania samorządów w Jugosławii. Już po zerwaniu przyjaznych stosunku z ZSRR w 1948 rozpoczęto wprowadzanie w tym kraju zmian ustrojowych, które miały na celu zerwanie z biurokracją wzorowaną na radzieckiej i zwiększenie roli społeczeństwa. W 1949 dużą samodzielność uzyskały komitety ludowe (terenowe organy władzy), w 1950 samorządy objęły też zakłady pracy.
Ustawa z 1953 znacząco zmieniała centralne organy państwa. Parlament (Skupsztina) miał składać się z dwóch izb: Izby Związkowej oraz Izby Producentów, mającej znaczne kompetencje w zakresie gospodarki. Utworzono urząd prezydenta (którym został lider jugosłowiańskich komunistów Josip Broz Tito). Rolę rządu pełniła Związkowa Rada Wykonawcza. Analogiczne rady istniały w poszczególnych republikach związkowych.
Dalsze umocnienie roli samorządów w ustroju jugosłowiańskim przyniosła nowa konstytucja z 1963.